# 廃駅

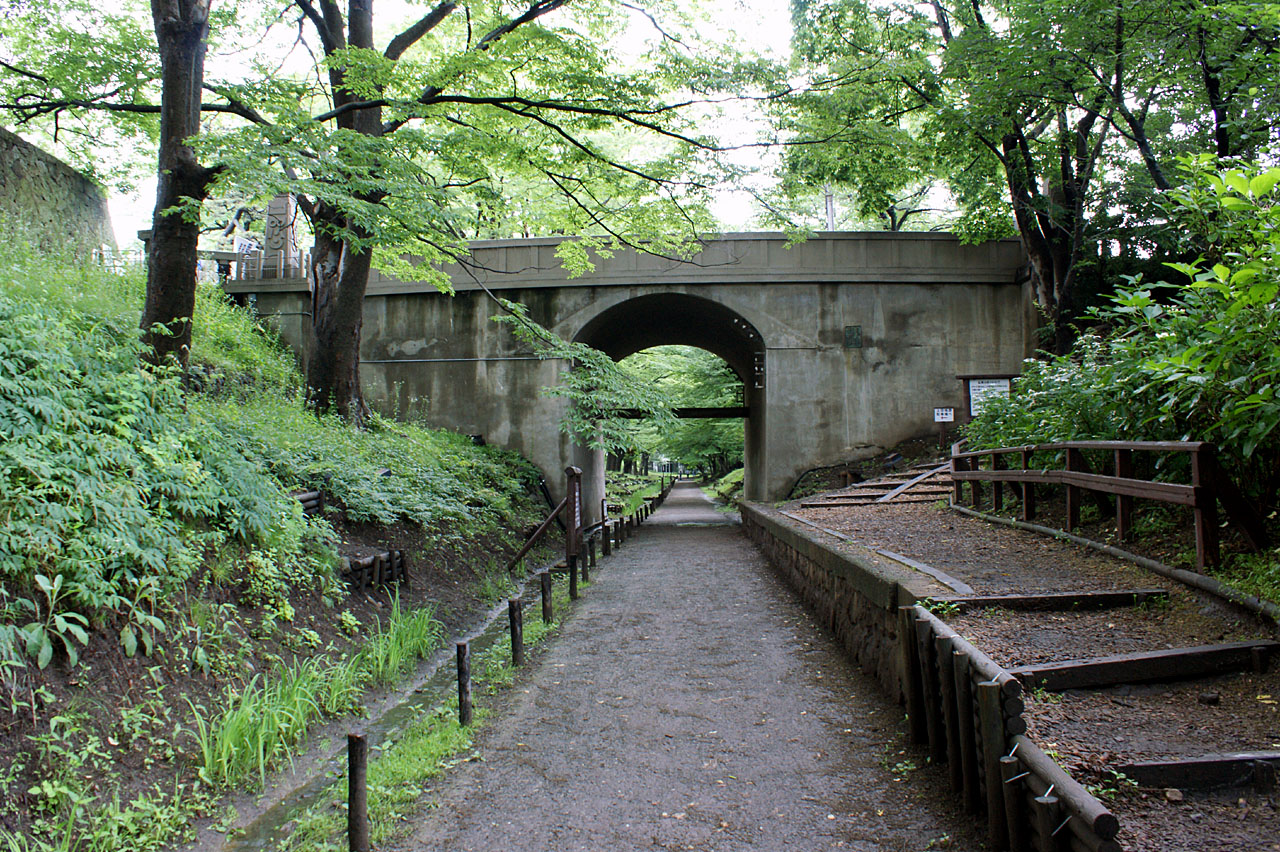
上田交通真田傍陽線公園前駅プラットホーム跡

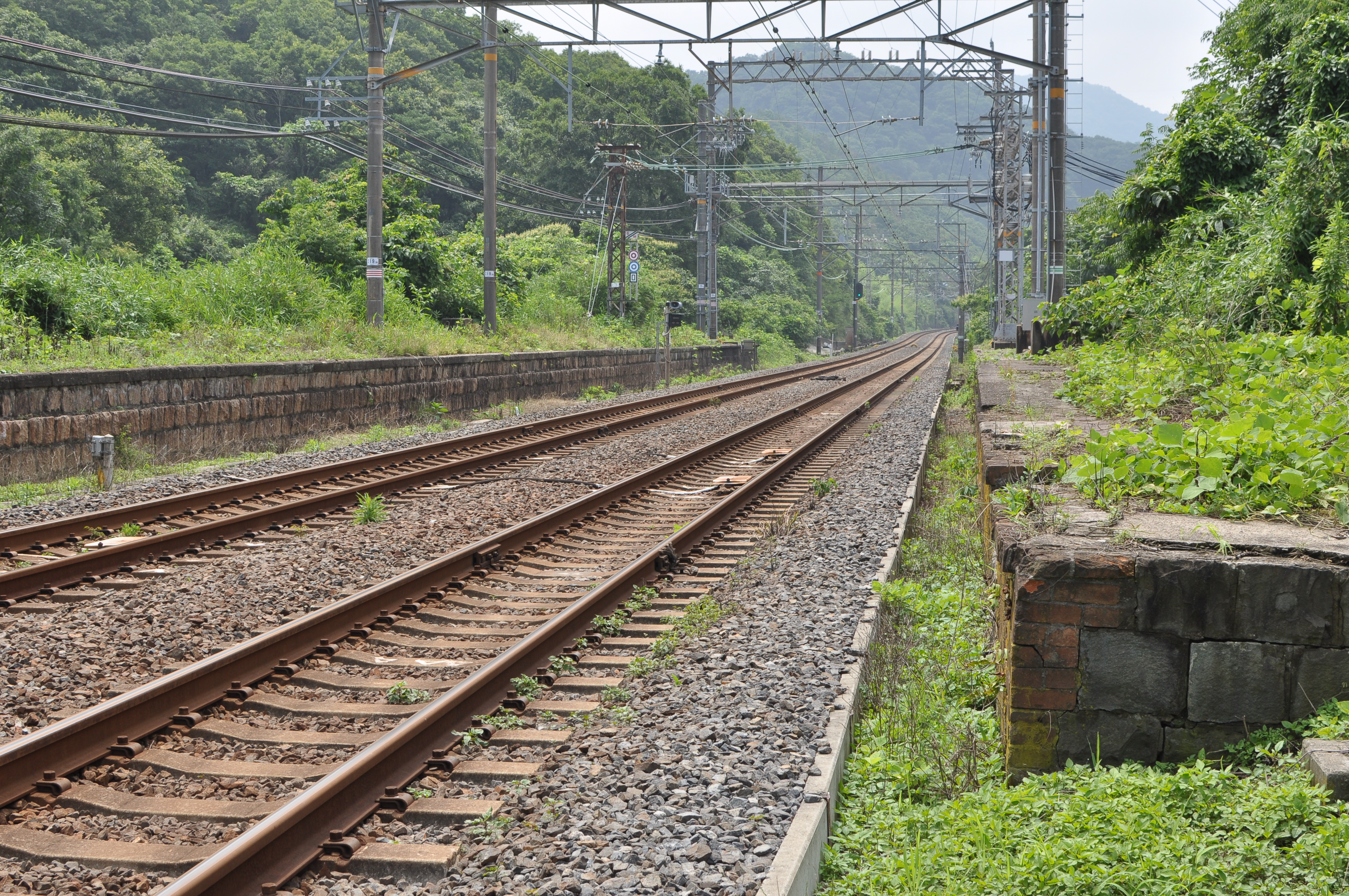
南海本線深日駅プラットホーム跡

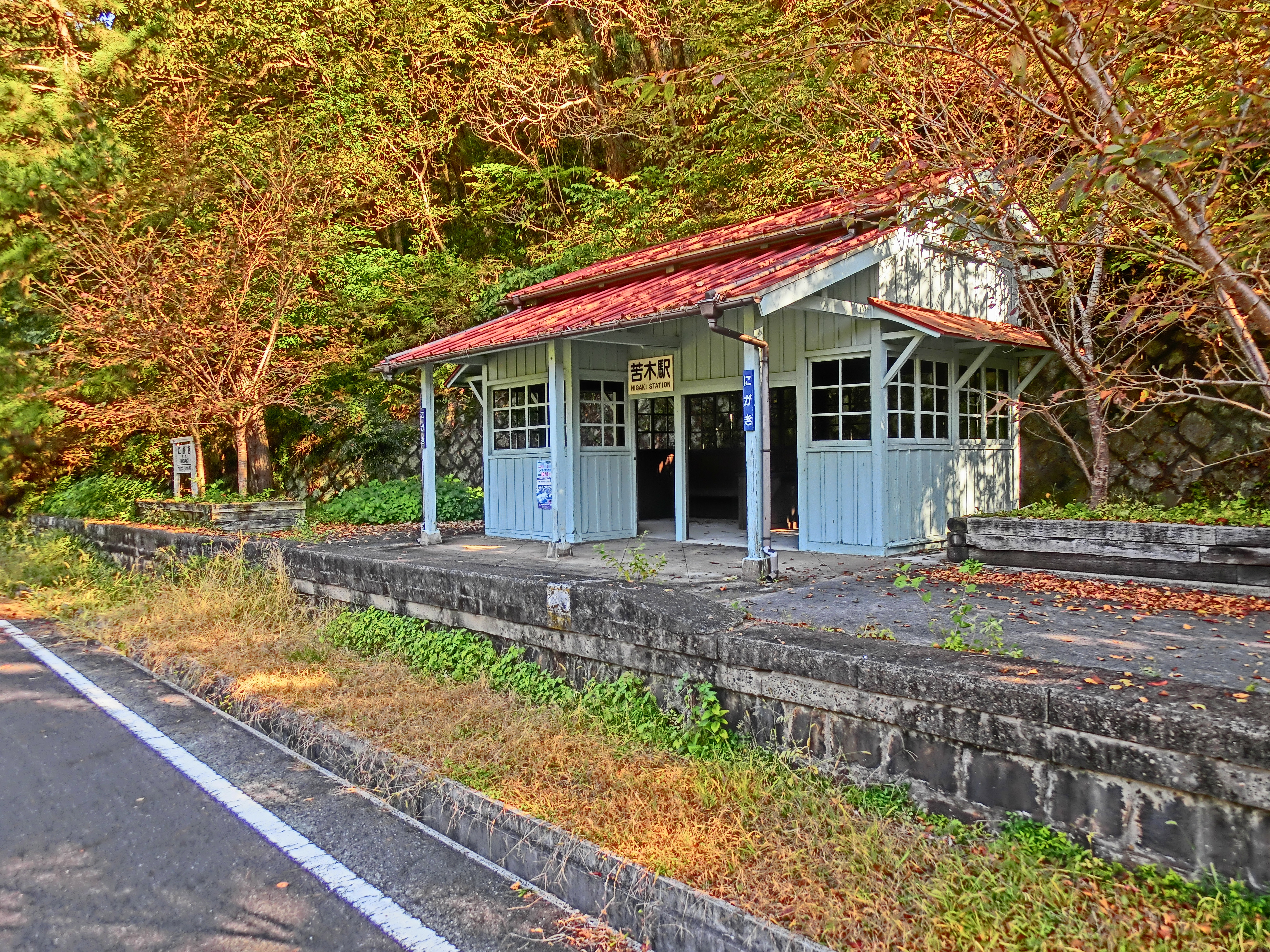
同和鉱業片上鉄道線苦木駅

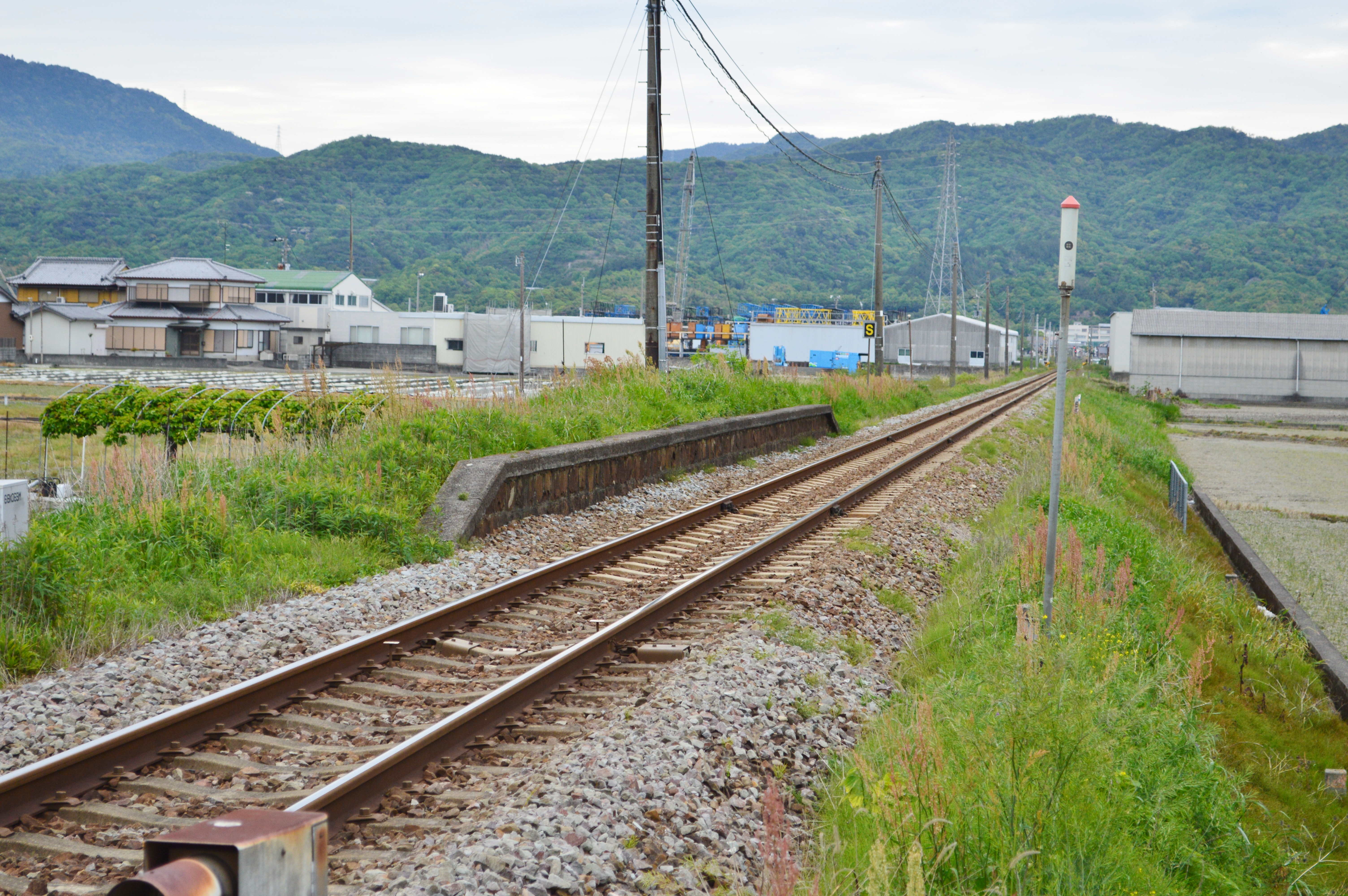
高徳線阿波市場駅

廃駅（はいえき）とは営業を廃止した鉄道駅である。手続上廃止されたものだけでなく、再開の見込みのない長期休止駅も事実上の廃駅と言える。日本国外の廃駅は莫大な数に及ぶため、以下は主に日本での例を表記する。

## 廃駅の発生
廃駅となる原因は大別して、駅が所属する鉄道路線の廃止（廃線）に伴うものと、何らかの事由により鉄道路線の営業が継続しているにもかかわらず、駅のみが廃止されるものとに分かれる。また、駅としては廃止された後も、信号場として運転扱いのみを継続したり（楓信号場など）、まれではあるが仮乗降場として旅客扱いを継続した例がある。駅以外の停車場にも、貨物列車の廃止、経営合理化、複線化などで廃止されたものが多い。
路線存続のまま廃駅となる要因としては、主に次のような原因が単独ないし複数あてはまることによる。
- 利用者や取扱貨物の減少・消滅[1]。
例：犬伏駅、小名木川駅
- 別線上の新駅への機能移転。線路付け替えによって移設された旧駅跡もこの範疇。
例：四日市駅（近鉄名古屋線）、笹島駅、片町駅（JR西日本片町線）
- 線路付け替え・改良による代替駅不設置。
例：滝里駅、八田原駅、新保駅、片町駅（京阪電気鉄道京阪本線）
- 運転の効率化のため、近接した駅の統合。既設駅に統合する場合と駅を新設して統合する場合あり。
例：工業都市駅（武蔵小杉駅に統合）、西宮東口駅（西宮駅に統合）、京浜逗子駅と逗子海岸駅（新逗子駅を新設して統合、のちに逗子・葉山駅に改称）
- 災害や戦災。
例：並木橋駅、新太田町駅、桐ケ谷駅
- 戦争の激化にともなう燃料統制による停車駅抑制。戦時体制下で電力や燃料を節約するため、駅の削減が図られた。駅間が短い電化私鉄（および、国鉄の私鉄買収線）・路面電車・気動車列車運転区間に主に存在。
例：本山駅、中新田駅
- あらかじめ期間を限定して開設された駅（臨時駅）や仮駅の営業期間終了。
例：万博中央駅、万世橋駅（東京メトロ銀座線）

## 廃駅の処理・再利用
廃止後の駅設備は、防犯や事故対策・再開発等・跡地譲渡などの関係から速やかに解体・撤去される場合が多い。線路跡に道路が建設されたり隣接地の道路が拡幅される場合、駅跡は旧線路区間も諸共にその用に供され、わずかに交差点やバス停の道幅などにしか駅跡の痕跡をとどめないことは珍しいものではない。また、鉄道廃止後に都市開発や圃場整備に伴う区画整理などが行われていれば、線路跡も諸共に鉄道営業時代の痕跡が全く見出せないこともある。
逆に駅廃止後に設備の一部が転用されて残る例もあり、この場合には事務所や店舗、バス営業所や待合所、地域の集会所などに用いられる。路線の廃止で駅が廃止になった場合には、中湧別駅・輪島駅や大社駅などのように鉄道記念館やモニュメントとして再整備される例もある。これらの一方で、特に過疎地では跡地転用の用途が無かったり、鉄道路線を経営していた会社に線路を撤去する経済力が無いなどの事情から、撤去されないまま長らく放置され廃墟と化す例もある。
地下区間の廃駅は撤去にかかる費用が高額となる一方で、換気口や非常時の避難経路、保線用の資材の搬入口などへの転用には都合が良いことから、駅施設としての案内や装飾類やプラットホームの先端部の撤去だけを行い、その後は鉄道会社の業務用区画としてそのまま残されることが多い。京成電鉄博物館動物園駅跡や京王電鉄（京王線）初台駅跡のように、列車内から目視できることもある。
駅舎等の建築物が撤去された後も、土盛のプラットホームは姿を留めている場合が少なくない。しかし、路線が存続している場合は列車運行の安全確保のため、線路に近い部分は壊される。これは、プラットホームは建築限界上、特別に線路に近接して設けられており、JR在来線では軌道中心から1485mm以上であれば設置可能だが、それ以外の一般構造物の場合1524mm以上離す必要があり、駅廃止後には速やかに撤去しなければならないためである。

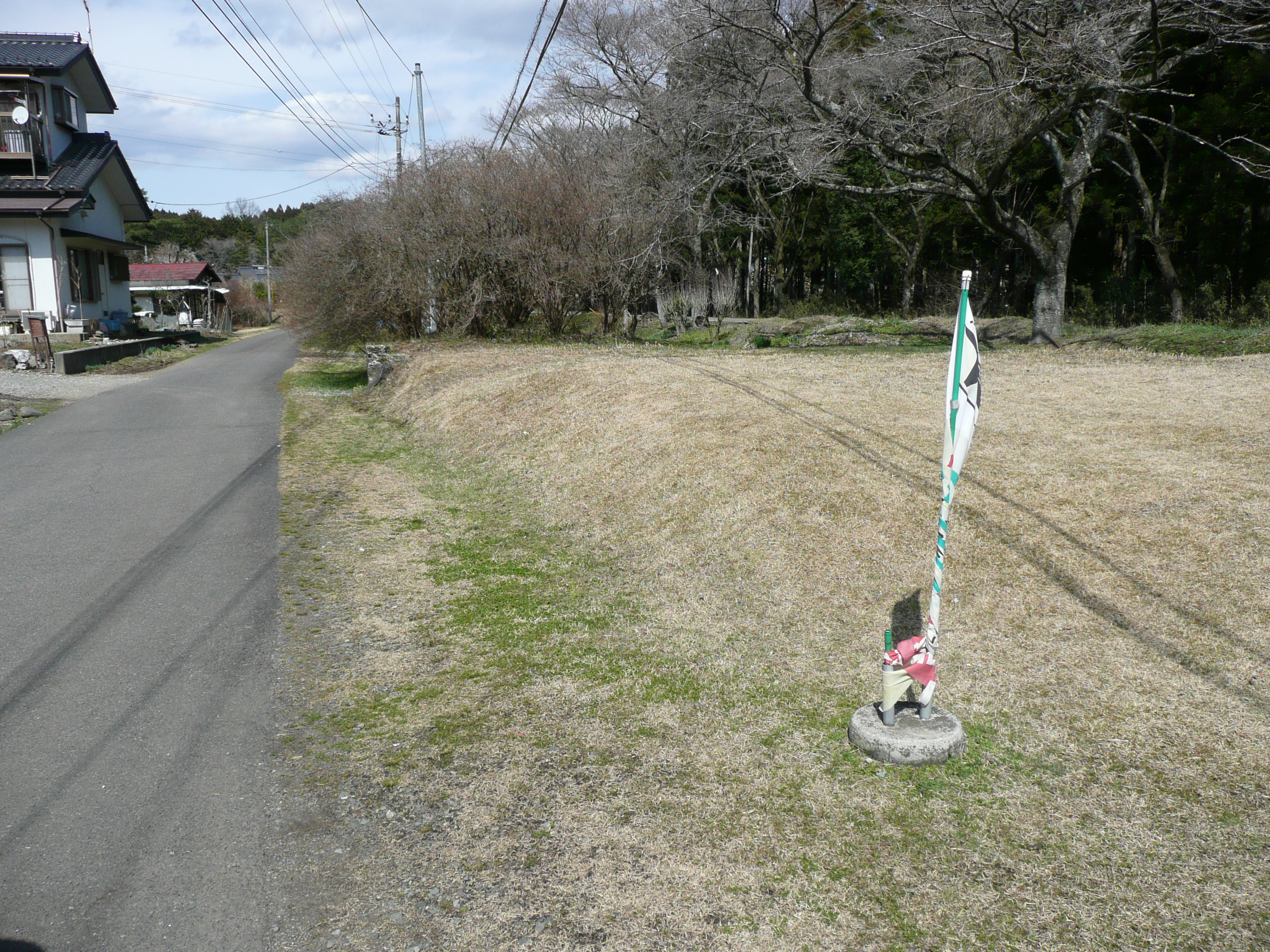
完全に撤去された駅設備（東武矢板線柄堀駅跡）
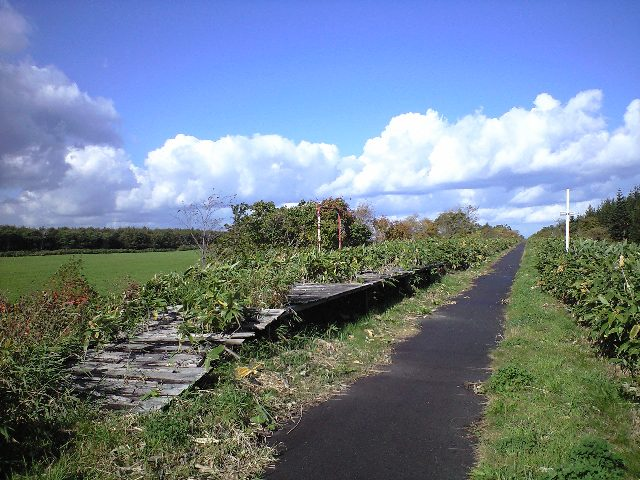
線路部のサイクリングロードへの転用（JR北海道天北線飛行場前駅跡）
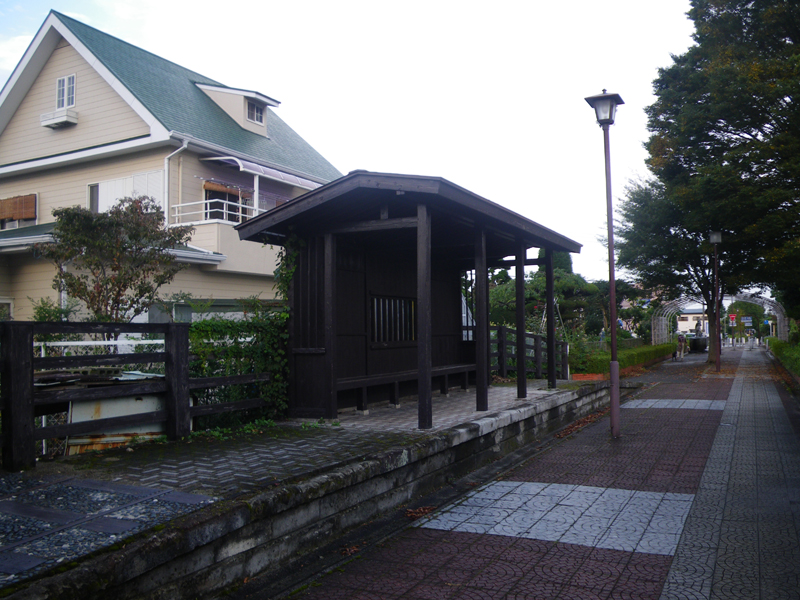
廃線跡のホームを模したモニュメント（東野鉄道大高前駅跡）
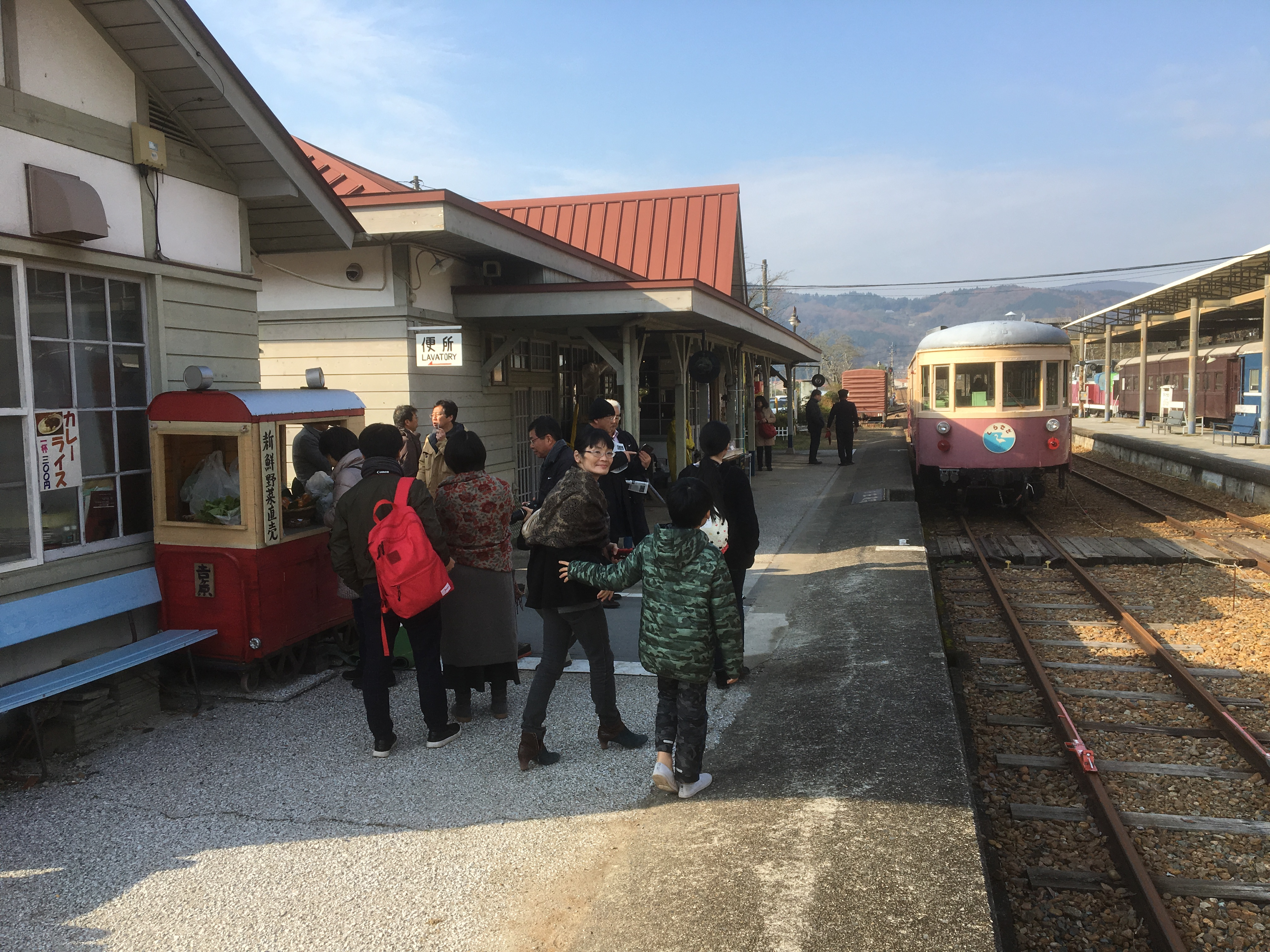
廃駅後も鉄道公園として保存される吉ヶ原駅。保管車両の走行も行われる。
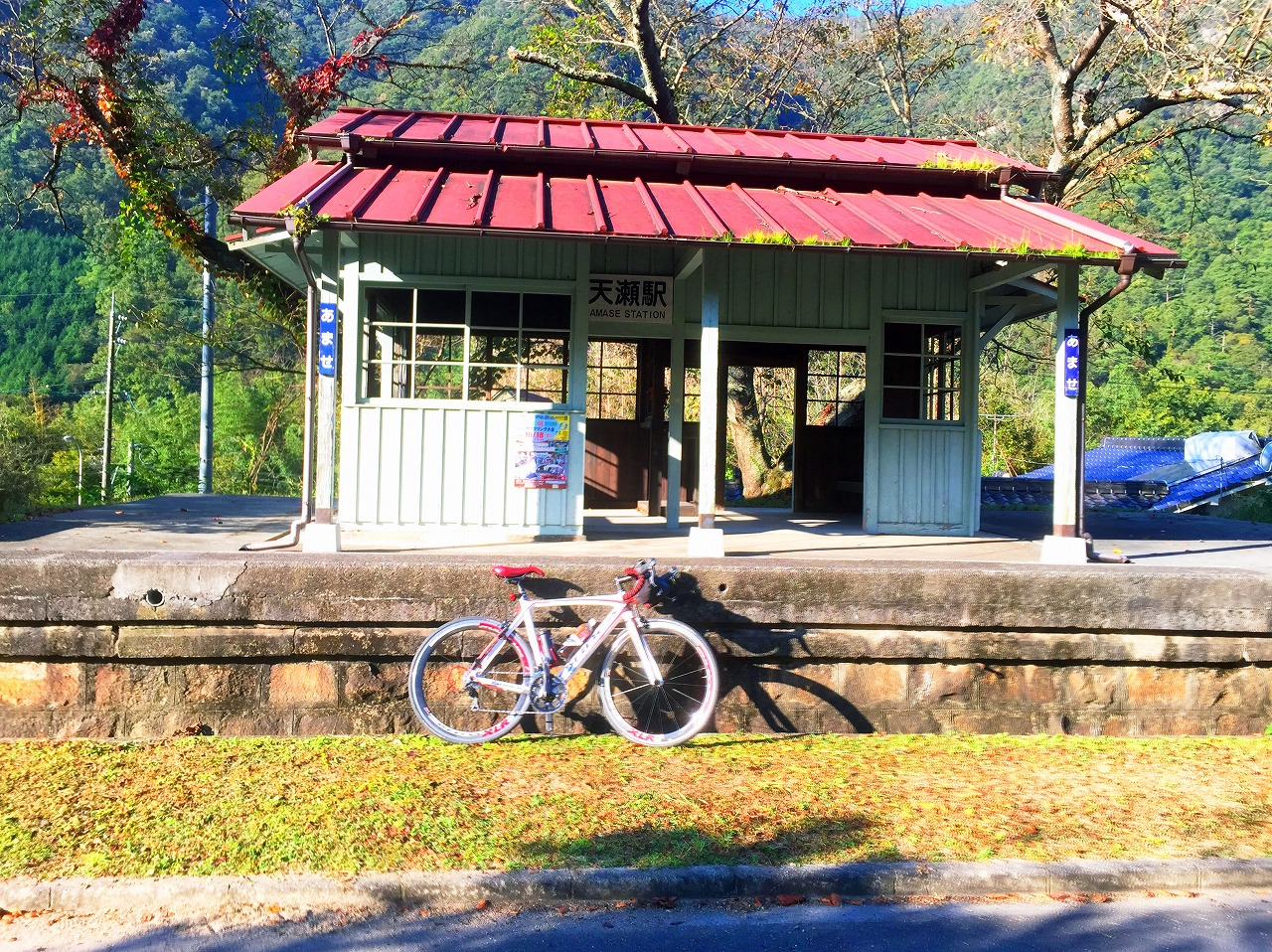
サイクリングロードに転用された廃線と、休憩所になった駅舎（天瀬駅）
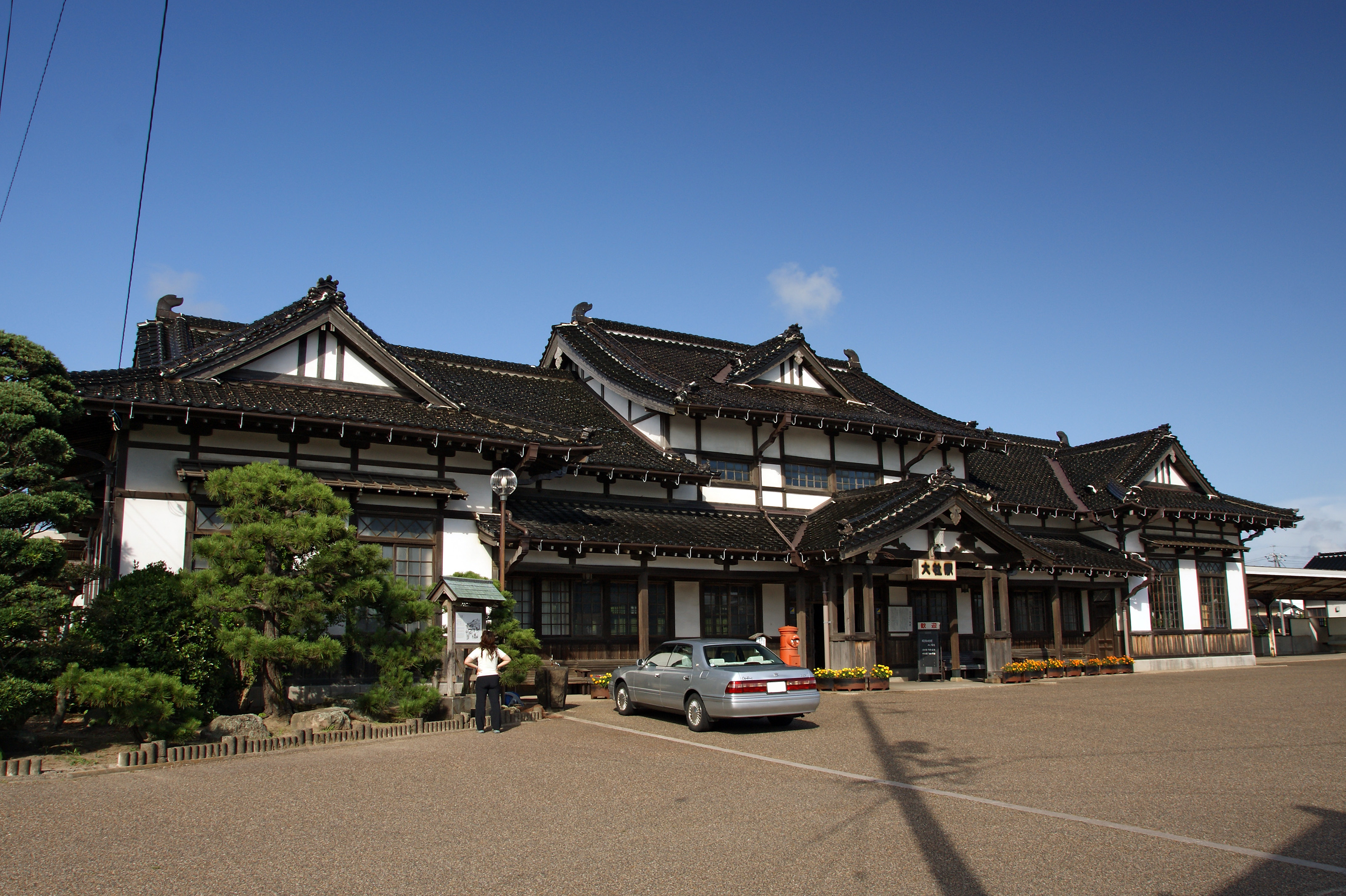
重要文化財に指定された唯一の和風建築駅舎である大社駅